# بی‌آرپی پانگاسینان (پی‌اس-۳۱)
بی‌آرپی پانگاسینان (پی‌اس-۳۱) (به انگلیسی: BRP Pangasinan (PS-31)) یک کشتی است که طول آن ۱۸۴٫۵ فوت (۵۶٫۲ متر) می‌باشد. این کشتی در سال ۱۹۴۳ ساخته شد.